# 다카하시 소야
다카하시 소야(일본어: 高橋 壮也, 1996년 2월 29일 ~ )는 일본의 축구 선수이다. 현재 USL 챔피언십의 오클랜드 루츠 SC에서 뛰고 있다.

## 구단 경력
그는 2014년부터 2018년까지 J리그의 산프레체 히로시마, 파지아노 오카야마에서 활동하였다.